# Grački potok
Gráčki potok (tudi Graški potok, v spodnjem toku Beznovski potok) je levi pritok Ledave v severozahodnem delu Prekmurja. Izvira v ozki grapi v gozdnatem območju Cingrče južno od vasi Dolič, teče kratek čas proti zahodu, nato se obrne proti jugu in teče po bolj ali manj široki dolini skozi Grad, kjer dobi z leve pritok Bežanov jarek. Dolina se tu razširi, niže ob potoku sta v njej naselji Kruplivnik in Vadarci. Pri Beznovcih potok vstopi v prekmursko ravnino in se pri Strukovcih izliva v regulirano strugo Ledave.
Ime potoka se v različnih virih pojavlja v dveh oblikah: Grački in Graški potok. Na državni topografski karti v merilu 1 : 25.000 (lista 004 Kuzma in 016 Radenci) se imenuje Grački potok, prav tako v Velikem atlasu Slovenije . V tej obliki je ime navedeno tudi v Krajevnem leksikonu Dravske banovine , Krajevnem leksikonu Slovenije (1980)  in Krajevnem leksikonu Slovenije (1995) , le v Geopediji je zapisano ime Graški potok. Grački potok je naveden tudi v Seznamu naravnih vrednot, ki ga je pripravilo Ministrstvo za okolje, prostor in energijo . To je sicer narečna oblika pridevnika iz krajevnega imena Grad (grački) in čeprav naj bi bila pravopisno pravilnejša oblika graški, je med domačini in v širši rabi bolj uveljavljena oblika Grački potok.
V skoraj celotnem toku teče potok po bolj ali manj vijugavi naravni strugi, ki jo na obeh straneh obdaja ozek, a sklenjen pas obvodnega rastja in ga dobro ločuje od bližnjih kmetijskih površin. V srednjem in spodnjem toku je potok občasno precej obremenjen z odpadnimi vodami iz gospodinjstev in ostanki zaščitnih sredstev s kmetijskih površin v neposredni bližini. Zaradi naravne izoblikovanosti struge in bogatih vodnih habitatov v njej je potok med Gradom in Beznovci opredeljen kot naravna vrednota državnega pomena, zgornji in srednji tok pa sta v območju Krajinskega parka Goričko in Natura 2000. V njem živi več vrst rib, mdr. ukrajinski potočni piškur (Eudontomyzon mariae) in pezdirk (Rhodeus amarus), ter številne dvoživke in druga živa bitja.